# Ragnar Bragason
Ragnar Bragason, född 15 september 1971 i Súðavík, Västfjordarna, är en isländsk filmregissör.

## Biografi
Ragnar Bragason är självlärd som regissör och började att göra musikvideor och kortfilmer under högskoletiden. Han långfilmsdebuterade 2000 och fick sitt genombrott med filmen Children från 2006. Han har haft stora framgångar i hemlandet med de sammanlänkade TV-komediserierna Næturvaktin (2007), Dagvaktin (2008) och Fangavaktin (2009) samt filmuppföljaren Bjarnfreðarson (2009), som sågs på biograf av 20% av Islands befolkning och slog rekord med elva Eddapriser. Hans nästa långfilm var Metalhead från 2013, som uppmärksammades internationellt och tilldelades åtta Eddapriser.

## Filmografi (i urval)
- Ég elska þig Stella (1993) – kortfilm
- 9th & Hennepin (1994) – kortfilm
- Dead Angels (1994) – kortfilm
- Fóstbræður (1997) – TV-serie
- Fíaskó (2000)
- "Aumingjaskápurinn" i Villiljós (2001) – antologi
- Allir hlutir fallegir (2002) – kortfilm
- Love is in the air (2004) – dokumentär
- Stelpurnar (2006) – TV-serie
- Children (2006)
- Foreldrar (2007)
- Næturvaktin (2007) – TV-serie
- Dagvaktin (2008) – TV-serie
- Fangavaktin (2009) – TV-serie
- Bjarnfreðarson (2009)
- Heimsendir (2011) – TV-serie
- Metalhead (2013)
- Fångar (2017) – TV-serie